# Smile (張學友專輯)
《Smile》是香港歌手張學友的第一張粵語專輯，唱片監製人為歐丁玉與周華年，由寶麗金唱片公司製作並於1985年4月18日發行。

## 介紹
《Smile》專輯在香港上市後立即大熱，出乎了寶麗金唱片公司與張學友自己的意料。專輯共有11首粵語歌曲，其中〈Smile Again 瑪莉亞〉、〈絲絲記憶〉、〈情已逝〉與〈輕撫你的臉〉等主打歌曲，皆成為了經典的粵語流行歌曲。其中專輯同名主打歌曲〈Smile Again 瑪莉亞〉的和音部分係由當時準備自其他唱片公司轉至寶麗金唱片公司暨其好友的陳慧嫻所演唱，而當時陳慧嫻也與張學友的死黨兼拍檔著名音樂人歐丁玉交往，由此開始呈現一個黃金鐵三角的數年的合作。憑藉該張專輯，張學友獲得了十大中文金曲獎的最有前途新人獎，而〈情已逝〉一曲則被選為十大中文金曲之一，可謂一炮而紅。
此外，由於在錄製與推出該張專輯的時期，張學友仍因此前的生活壓力問題，沒有辭掉在香港貿易發展局的文員工作，故其當時仍非一位全職的歌手。但該張專輯憑藉其堅強的實力以及寶麗金唱片公司沒有重視推廣的前提之下，銷售量便突破了20萬張（4白金）。

## 曲目
| 曲序     | 曲目               |          | 作曲                     | 编曲     | 製作人   | 备注 | 时长  |
| -------- | ------------------ | -------- | ------------------------ | -------- | -------- | --- | ----- |
| 1.       | 輕撫妳的臉         | 卡龍     | 羅大佑                   | 盧東尼   | 歐丁玉   | 第四主打 改編自台灣歌手羅大佑的〈穿過妳的黑髮的我的手〉 國語版為〈穿過妳的黑髮的我的手〉                                                            | 3:21  |
| 2.       | 愛的卡幫           | 林敏驄   | 盧東尼                   | 盧東尼   | 歐丁玉   | | 3:28  |
| 3.       | 絲絲記憶           | 盧永強   | 姚凱祿                   | 盧東尼   | 歐丁玉   | 第二主打 改編自台灣歌手李恕權的〈每次都想呼喊你的名字〉 電影《錯點鴛鴦》主題曲 國語版為〈每次都想呼喊你的名字〉                                     | 3:01  |
| 4.       | 局外人             | 林振強   | 高中正義                 | 盧東尼   | 周華年   | 改編自日本歌手中森明菜的〈十戒〉 | 3:30  |
| 5.       | 懷抱的您           | 文井一   | 林敏怡                   | 林敏怡   | 周華年   | | 3:36  |
| 6.       | 甜夢               | 林敏驄   | Dan Hartman              | 盧東尼   | 周華年   | 改編自美國歌手Dan Hartman的〈I Can Dream About You〉 同曲曲目：陳百強的〈在這孤獨晚上〉                                                             | 3:56  |
| 7.       | 情已逝             | 潘源良   | 來生孝夫                 | 盧東尼   | 歐丁玉   | 第三主打 改編自日本歌手來生孝夫的〈Goodbye Day〉 國語版為〈情已逝〉                                                                                 | 4:38  |
| 8.       | 造夢者             | 潘源良   | 威林                     | 盧東尼   | 歐丁玉   | 電影《愛神一號》插曲 國語版為〈夢〉 | 3:00  |
| 9.       | 溫柔               | 林敏驄   | 林敏怡                   | 林敏怡   | 周華年   | 第六主打 | 4:30  |
| 10.      | 交叉算了           | 林敏驄   | 鈴木喜三郎               | 盧東尼   | 歐丁玉   | 第五主打 重新收錄，先前收錄於寶麗金群星合輯《青春節奏》 改編自日本組合SALLY的〈バージンブルー〉                                                     | 3:03  |
| 11.      | Smile Again 瑪莉亞 | 卡龍     | Keith Brown John Stanley | 盧東尼   | 歐丁玉   | 第一主打 重新收錄，先前收錄於寶麗金群星合輯《青春節奏》 改編自匈牙利組合Neoton Familia的〈Smile Again〉 和音部份由陳慧嫻主唱 國語版為〈永遠的笑靨〉 | 4:57  |
| 总时长： | 总时长：           | 总时长： | 总时长：                 | 总时长： | 总时长： | 总时长： | 41:13 |

## 音樂錄像

### 非原人演出
- 輕撫妳的臉（使用相同的素材相逢在雨中（黎明）從寶麗金金曲卡拉OK POL33007）（寶麗金卡拉OK碟聖4巨星原裝金曲（1991年，原聲））
- 輕撫妳的臉（1992年拍攝）（寶麗金卡拉OK碟聖張學友原裝金曲精選（1992年，原聲））
- 絲絲記憶（寶麗金金曲卡拉OK POL33005（1990年，部份原聲））
- 情已逝（寶麗金金曲卡拉OK POL33007（1990年，部份原聲）、寶麗金卡拉OK碟聖3巨星原裝金曲（1991年，原聲）及寶麗金卡拉OK碟聖張學友原裝金曲精選（1992年，原聲））
- Smile Again 瑪莉亞（1990年拍攝）（寶麗金金曲卡拉OK POL33004（1990年，原聲）、寶麗金卡拉OK碟聖3巨星原裝金曲（1991年，原聲））
- Smile Again 瑪莉亞（1992年拍攝）（寶麗金卡拉OK碟聖張學友原裝金曲精選（1992年，原聲））

## 獎項
- 1985年度十大勁歌金曲頒獎典禮

- 「十大勁歌金曲」：《情已逝》

- 1985年度十大中文金曲頒獎典禮

- 「十大中文金曲」：《情已逝》
- 「最佳唱片監製獎」：歐丁玉、周華年

- 1988年度香港金唱片頒獎典禮

- 「白金唱片」：《Smile》